# Hering (Adelsgeschlecht)

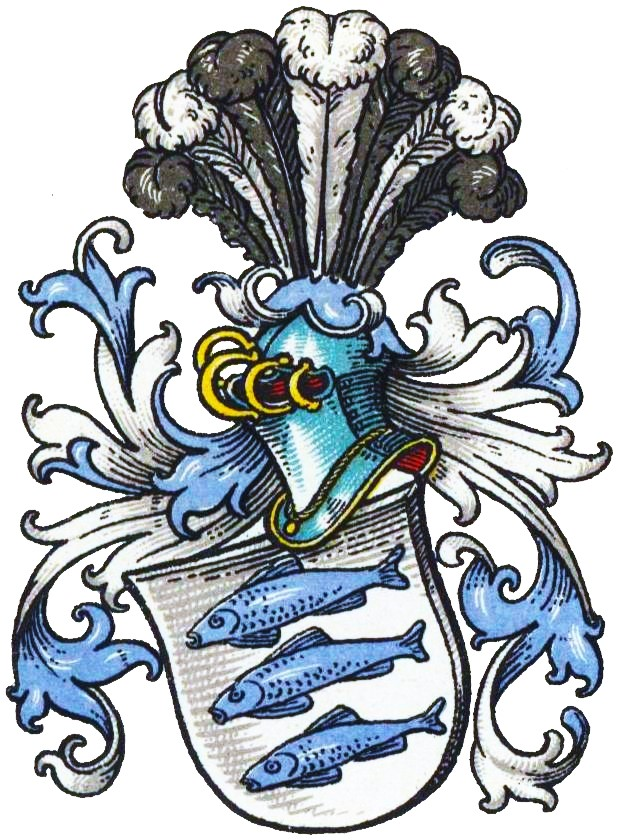
Wappen der Hering im Wappenbuch des Westfälischen Adels

Hering (auch Herring, Herinc o. ä.) ist der Name eines erloschenen westfälischen Adelsgeschlechts. 
Es ist vom ebenfalls westfälischen Adelsgeschlecht Heringen (auch Hering u. a.) zu unterscheiden; ebenso vom thüringisch-preußischen Adelsgeschlecht von Heeringen (auch Heringen; Hering) und den 1864 mit Friedrich von Hering preußisch geadelten von Hering, die zeitweise zu Münster in Westfalen waren.

## Geschichte
Das Geschlecht stammt aus Soest. Dort trat es vom Ende des 13. bis in das 15. Jahrhundert als Teil des Patriziats auf. Erstmals erscheint es mit Wessel Hering bereits 1293 im Rat der Stadt. Es folgten weitere Familienangehörige im Rat und als Richter. Wessels mutmaßlicher Sohn Radolf war Schwiegersohn des Soester Bürgermeisters Robert Ferner sowie gleichzeitig Schwager des Bürgermeisters Gottschafk von dem Dome. Zunächst war Radolf Hering Richter (1329), bevor er 1337 Bürgermeister der Stadt wurde. Dieses Amt bekleidete er 1337–1339 und 1354–1359. Radolfs Sohn Wessel Hering wurde ebenfalls Soester Bürgermeister (1381–83, 1384–86, 1391–93). Seine Enkelin heiratet den Soester Patrizier Cort Marquard. Mit ihr scheint das Geschlecht, das in Sassendorf, Hiddingsen, Korfhus und Eikhof bei Dincker Besitz hatte, im 15. Jahrhundert ausgestorben zu sein. 1451 blühte die Familie mit Ludolph und Abel Herink noch.

## Wappen
Blasonierung: In Silber drei blaue Fische übereinander. Auf dem Helm mit blau-silbernen Helmdecken sieben Straußenfedern, abwechselnd schwarz und silbern. 
Max von Spießen vermutet, dass die Federn auf dem Helm wohl richtigerweise blau und silbern sein sollen. Anton Fahne stellt fest, dass das Wappen der Familie alternativ auch einen blauen Fisch in Silber zeigte. Ernst Heinrich Kneschke wiederum behauptet, dass der Schild Blau und die Fische silbern seien.